# その夜は忘れない
『その夜は忘れない』は1962年に公開された吉村公三郎監督による日本映画。広島を舞台に原爆による惨劇を描いた社会派ドラマ。

## 物語
舞台は1962年の広島市。被爆から17年の歳月を経て、街は見事に復興を遂げた様に見える。被爆跡で目に付くものといえば、原爆ドームなど一部であり、戦後十七年の原爆記念特集号取材の為に広島へ出張した週刊雑誌編集記者・加宮恭介（田宮二郎）は少々肩透かしを食らう。そんな中、親友の菊田吾郎（川崎敬三）に誘われて訪れた店「あき」で早島秋子（若尾文子）に出会う。
美しい着物を華麗に着こなす秋子の魅力に惹かれた加宮だが、彼女はどこか余所余所しい。加宮が東京へ戻る前日、秋子は自らの被爆体験を語り始める…。

## 主な登場人物
- 早島秋子 - 「あき」の女主人
- 加宮恭介 - 週刊ジャーナルの記者
- 菊田吾郎 - 加宮の親友
- 多津子 - 秋子の幼馴染。芸者置屋を経営している。

## 出演者
- 早島秋子：若尾文子
- 加宮恭介：田宮二郎
- 菊田吾郎：川崎敬三
- 多津子：角梨枝子
- 芳子：江波杏子
- 種田：中村伸郎
- 金子：長谷川哲夫
- 和代：三木裕子
- 田村ふさ子：田中三津子
- 細川：横山明
- 卓造：寺島雄作
- ふみ：村田扶実子
- 金子の友人：川島真二、三夏伸
- 初老の患者：隅田一男
- 自衛隊員：中川邦彦
- バーテン：仲村隆
- ホテルのボーイ：松本幹二
- ホテルの客：大山健二
- 寝台車の女：穂高のり子
- 新しいマダム：若松和子
- 食堂の給仕：赤沢未知子

## 賞歴
- 1963年 第3回モスクワ国際映画祭ソ連平和擁護委員会賞 受賞
- 1963年6月 第11回ドノスティア=サン・セバスティアン国際映画祭国際カトリック映画事務局賞 受賞

## エピソード
- 多津子役を演じた角梨枝子は広島県出身であり、被爆者である。